# Copelatus brullei
Copelatus brullei är en skalbaggsart som beskrevs av Aubé 1838. Copelatus brullei ingår i släktet Copelatus och familjen dykare. Inga underarter finns listade i Catalogue of Life.